# Darg Team
Darg Team, aussi stylisé DARG Team ou DARG TeaM, est un groupe de hip-hop palestinien, originaire de Gaza. Darg Team est composé de sept membres : quatre MC, Sam, Mady, Bess et 3NTR, les producteurs 3NTR et 3OFNI ainsi que le photographe QD.

## Membres
Le groupe est formé à la fin 2007 à Gaza par quatre MC, et les producteurs et le photographe les ont rejoints par la suite. Il comprend Fadi M. Bakheet (directeur artistique), Sami Srour, Bassam El Massri, et Mohammed El-Massri (chanteurs et compositeurs), Maroof Abu Abdo (producteur), Ahmed Badran (musicien, tablah), et Adam Qudwa (cameraman). DARG est un acronyme pour Da Arabian Revolutionary Guys.
Freiné par le manque de ressources, le groupe a enregistré environ 25 chansons de mauvaise qualité sonore. Il s'est produit de nombreuses fois dans la Bande de Gaza, mais n'a pas eu les ressources financières pour enregistrer un album dans un studio professionnel. Leur premier album studio, Outlandish, est publié en 2008.
Les réalisateurs suisses Nicolas Wadimoff et Béatrice Guelpa se rendent à Gaza en février 2009, moins d'un mois après la fin de l'opération Plomb durci, pour tourner le documentaire Aisheen (Still Alive in Gaza). Ils ont fait connaissance avec le groupe, et pour finir ces derniers sont devenus des protagonistes du documentaire. Darg Team signe la musique de ce film, et prend part au projet Geneva Meets Gaza (un projet qui vise à mettre en relation par internet des rappeurs lausannois, genevois et palestiniens). En été la même année, ils jouent en Syrie et dans le camp de réfugiés d’Alep, à Al-Nerab.
En 2010, le groupe effectue une tournée de six mois en Europe (Suisse, France, Danemark, Norvège et Suède) après neuf mois de tentatives avortées pour sortir de Gaza. La même année, la rappeuse suisse La Gale invite et soutient le groupe à se produire.

## Discographie
- 2008 : Outlandish